# Coelichneumonops
Coelichneumonops är ett släkte av steklar som beskrevs av Heinrich 1958. Coelichneumonops ingår i familjen brokparasitsteklar.
Kladogram enligt Catalogue of Life och Dyntaxa:
| Coelichneumonops | \| \| Coelichneumonops cashmani \| \| \| \| \| \| Coelichneumonops occidentalis \| \| \| \| \| \| Coelichneumonops solutus \| \| \| \| \| \| Coelichneumonops walkleyae \| \| \| \| |
|                  | \| \| Coelichneumonops cashmani \| \| \| \| \| \| Coelichneumonops occidentalis \| \| \| \| \| \| Coelichneumonops solutus \| \| \| \| \| \| Coelichneumonops walkleyae \| \| \| \| |
|                  | Coelichneumonops cashmani |
|                  | |
|                  | Coelichneumonops occidentalis |
|                  | |
|                  | Coelichneumonops solutus |
|                  | |
|                  | Coelichneumonops walkleyae |
|                  | |

## Bildgalleri

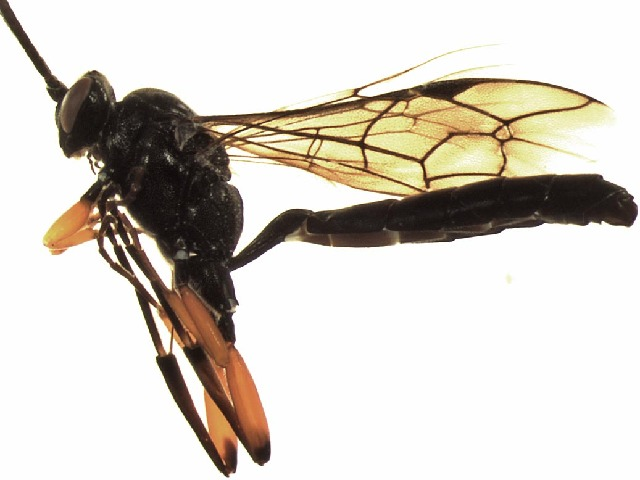